# Даркос, Ксавье
Ксавье́ Дарко́с (фр. Xavier Darcos; род. 14 июля 1947[…], Лимож) — французский латинист, государственный служащий, историк, дипломат и политик. Член Французской академии с 2013 года.

## Биография
Родился 14 июля 1947 года в Лиможе. Агреже по классической литературе, доктор гуманитарных наук, профессор, а с 1992 года — генеральный инспектор национального образования. Член Союза за народное движение, с 1989 по 1997 год — помощник мэра Перигё, в 1997—2002 годах — мэр Перигё, затем до 2005 — первый помощник мэра, а в 2005—2008 годах — вновь мэр.
В 1968 году начал преподавательскую карьеру в Перигё, продолжил её с 1982 по 1987 год в лицее Мишеля Монтеня в Бордо, затем до 1992 года работал в парижском лицее Людовика Великого.
С 27 сентября 1998 года по 7 июня 2002 года — сенатор Франции от департамента Дордонь.
В 2002—2004 годах занимал должность министра-делегата школьного образования в первом и втором правительствах Раффарена.
В 2004—2005 годах — министр-делегат международного сотрудничества, развития и франкофонии в третьем кабинете Раффарена.
В 2007—2009 годах являлся министром национального образования в первом и втором правительствах Франсуа Фийона.
23 июня 2009 года в ходе кадровых перестановок во втором кабинете Фийона перемещён в кресло министра труда.
23 марта 2010 года вышел из правительства после тяжёлого поражения на региональных выборах в Аквитании (возглавляемый им список получил поддержку 28,01 % избирателей, а победу одержал блок действующего председателя регионального совета социалиста Алена Руссе с результатом 56,34 %).
10 июня 2010 года возглавил Французский институт с задачей продвижения французской культуры за рубежом.
13 июня 2013 года избран во Французскую академию и занял кресло, остававшееся вакантным после смерти Пьера-Жана Реми.
12 декабря 2017 года избран канцлером Института Франции и 1 января 2018 года вступил в должность.

## Основные труды
- Candide, Hachette, 1989
- Zadig, Hachette, 1990
- Phèdre, Hachette, 1991
- Visiter Périgueux, Sud-Ouest, 2000
- L’Orgue de l'église de la Cité, à Périgueux, Éditions Fanlac, 1989
- Histoire de la littérature française, Hachette, 1992 (nombreuses rééd., 20e en 2011)
- Prosper Mérimée, Flammarion, 1998 (Премия Французского телевидения[фр.] 1998), ISBN 978-2-0806-7276-6
- L’Art d’apprendre à ignorer, Plon, 2000 , ISBN 2-259-19349-8
- Mérimée, amateur et prophète, Connaissance des Arts, 2003
- Lettre à tous ceux qui aiment l'école, avec L. Ferry et C. Haigneré, éditions Odile Jacob, 2003
- Mérimée, La Table ronde, 2004 , ISBN 2710326663
- Deux voix pour une école, avec Philippe Meirieu, Desclée de Brouwer, 2003 ; rééd. 2007 , ISBN 9-782220-053707
- L’École de Jules Ferry (1880—1905), Hachette, 2005 (Премия Луи Пауэлса[фр.] 2006), ISBN 9-782012-357204
- Peut-on faire confiance aux historiens ?, en coll., PUF, 2006
- L’État et les Églises, éditions Odile Jacob, 2006 , ISBN 2-7381-1817-8
- Tacite : ses vérités sont les nôtres, Plon, 2007 , ISBN 978-2-259-20261-9
- Bruno Neveu (1936—2004), Institut de France, 2007
- La escuela republicana en Francia, Prensas universitarias de Zaragoza, 2008 , ISBN 978-84-92521-38-8
- René Haby par lui-même, en coll., INRP, 2009, , ISBN 2-7342-1100-9
- L'école forme-t-elle encore des citoyens ?, avec Aurélie Filippetti, Forum Libération de Grenoble, sur CD audio chez Frémeaux & Associés, 2008
- Peut-on améliorer l'école sans dépenser plus ?, avec Vincent Peillon, Magnard, 2009 , ISBN 978-2210747852
- Ovide et la mort, Presses universitaires de France, Coll. " Hors collection ", 2009 , ISBN 978-2-13-057818-5
- Une anthologie historique de la poésie française, Presses universitaires de France, coll. " Hors collection «, 2010 , ISBN 978-2-13-058506-0
- Dictionnaire amoureux de la Rome antique, Plon, 2011 , ISBN 978-2-2592-1245-8
- La Poésie française, Eyrolles, coll. » Mes passions ", 2012 , ISBN 978-2-212-55533-2
- Histoire de la littérature française, Hachette, 2013 , ISBN 978-2-01-160932-8
- Oscar a toujours raison, Plon, 2013 , ISBN 978-2-259-21069-0
- Auguste et son siècle, Artlys, 2014, , ISBN 978-2-85495-578-1
- Jean-Pierre Angrémy, dit Pierre-Jean Remy, Institut de France, 2015
- Dictionnaire amoureux de l'École, Plon, 2016, , ISBN 978-2-259-227599
- Virgile, notre vigie, Fayard, 2017, , ISBN 978-2-213-70457-9
- Dictionnaire amoureux de la Rome antique, nouvelle version, en format poche, Perrin, coll. Tempus, 2018 , ISBN 978-2-262-07696-2
- Histoire de la littérature française, nouvelle édition complétée, actualisée et remise à jour, Hachette, 2019, , ISBN 9-782017-082637
- Ovide. Désirer, renaître, survivre, Fayard, 2020, , ISBN 9-782213-712987